# Фернандо Салинас (Тексас)
Фернандо Салинас (енгл. Fernando Salinas) насељено је место без административног статуса у америчкој савезној држави Тексас.

## Демографија
По попису из 2010. године број становника је 15.
| Група             | 2000.    | 2010.      |
| Белци             | 0 (0,0%) | 1 (6,7%)   |
| Афроамериканци    | 0 (0,0%) | 0 (0,0%)   |
| Азијати           | 0 (0,0%) | 0 (0,0%)   |
| Хиспаноамериканци | 0 (0,0%) | 14 (93,3%) |
| Укупно            | 0        | 15         |